# Trichotomoxia
Trichotomoxia is een geslacht van kevers uit de familie spartelkevers (Mordellidae).
Het geslacht is voor het eerst wetenschappelijk beschreven in 1950 door Franciscolo.

## Soorten
Het geslacht omvat de volgende soorten:
- Trichotomoxia chubbi Franciscolo, 1950
- Trichotomoxia demarzi Ermisch, 1962
- Trichotomoxia grosseantennalis Franciscolo, 1955